# Kamahl
Kandiah Kamalesvaran (Maleisië, 13 november 1934), beter bekend onder zijn artiestennaam Kamahl, is een Australische zanger. Opvallend is zijn donkerbruine en warme stemgeluid.
Kamahl groeide op in Kuala Lumpur als Kandiah Kamalesvaram (zijn naam betekent zoveel als 'Aanhanger van de Heer der Lotusbloemen', d.w.z van Vishnoe). Als schooljongen verhuisde hij in 1953 naar Adelaide. Hij was arm, sprak nauwelijks Engels en ondervond rassendiscriminatie die een dominante rol speelde in het Australië van die tijd.
In de Australische stad maakte hij kennis met zowel popmuziek als klassieke muziek. Hij werd geïnspireerd door donkere artiesten zoals Nat King Cole. Tijdens een concert van Nat King Cole kreeg hij de kans om de zanger te ontmoeten. Hierdoor besloot hij zijn droom om artiest te worden door te zetten.
Kamahl dreigde Australië te worden uitgezet door de immigratiedienst. Hij wist dit echter te voorkomen.
Zijn eerste platencontract tekende hij bij Phonogram. Zijn carrière begon in Australië toen in 1969 zijn eerste single Sound of Goodbye naar de top van de Australische hitlijst steeg. In 1972 vertegenwoordigde hij Australië op het internationale songfestival in Rio de Janeiro en bereikte hij met Nothing More de finale. In de Sydney Opera House nam Kamahl een plaat op die hem 11 gouden platen oplevert.
In 1959 maakte hij zijn debuut, maar in Nederland brak hij pas in 1975 door dankzij The Elephant Song. De plaat was te horen in een tv-documentaire over het Wereld Natuur Fonds. Producer Hans van Hemert schreef het lied voor Kamahl en de opname werd een enorm succes in Europa. De tekst was van Gregor Frenkel Frank. De plaat werd veel gedraaid op Hilversum 3 en werd een gigantische hit in de destijds twee hitlijsten op de nationale publieke popzender. De plaat stond vijf weken op de nummer 1-positie van de Nederlandse Top 40 en de Nationale Hitparade. Latere successen als Chanson d'amour, White Christmas, Save the Oceans of the World en Save the Whale haalden nog wel de beide hitparades, maar een nummer 1-positie was niet meer weggelegd voor Kamahl.

## Trivia
- In Amsterdam trad Kamahl op voor prins Bernhard en prinses Juliana. Zij wilden hem middels hun bezoek onderscheiden voor zijn werk.
- Voor zijn vele liefdadigheidswerk kreeg hij in 1994 een hoge onderscheiding. Hij werd geëerd tot lid van de Orde van Australië.
- In 1998 kreeg hij de Australian Father of the Year award.
- Kamahl was jurylid bij de Australische versie van de X Factor.

## Discografie

### Albums
| Album met eventuele hitnotering(en) in de Nederlandse Album Top 100 | Datum van verschijnen | Datum van binnenkomst | Hoogste positie | Aantal weken | Opmerkingen   |
| ------------------------------------------------------------------- | --------------------- | --------------------- | --------------- | ------------ | ------------- |
| The Elephant Song                                                   | 1975                  | 09-08-1975            | 1(3wk)          | 17           | Verzamelalbum |
| Christmas with Kamahl                                               | 1975                  | 13-12-1975            | 9               | 5            |               |
| Chanson d'amour                                                     | 1975                  | 20-12-1975            | 18              | 7            |               |
| Save the Oceans                                                     | 1976                  | 29-05-1976            | 6               | 12           |               |
| The Elephant Song - zijn 18 mooiste songs                           | 1992                  | 17-10-1992            | 42              | 6            | Verzamelalbum |

### Singles
| Single met eventuele hitnotering(en) in de Nederlandse Top 40 | Datum van verschijnen | Datum van binnenkomst | Hoogste positie | Aantal weken | Opmerkingen                      |
| ------------------------------------------------------------- | --------------------- | --------------------- | --------------- | ------------ | -------------------------------- |
| The Elephant Song                                             | 1975                  | 12-07-1975            | 1(5wk)          | 13           | Nr. 1 in de Nationale Hitparade  |
| Chanson d'amour                                               | 1975                  | 08-11-1975            | 13              | 5            | Nr. 20 in de Nationale Hitparade |
| White Christmas                                               | 1975                  | 20-12-1975            | 8               | 4            | Nr. 10 in de Nationale Hitparade |
| Save the Oceans of the World                                  | 1976                  | 22-05-1976            | 24              | 5            | Nr. 14 in de Nationale Hitparade |
| She's Not Easy                                                | 1977                  | 07-05-1977            | tip16           | -            |                                  |
| Love Is a Beautiful Song                                      | 1977                  | 19-11-1977            | tip15           | -            |                                  |
| Save the Whale                                                | 1980                  | 29-11-1980            | 20              | 5            | Nr. 24 in de Nationale Hitparade |

| Single met hitnotering(en) in de Vlaamse Ultratop 50 | Datum van verschijnen | Datum van binnenkomst | Hoogste positie | Aantal weken | Opmerkingen                 |
| ---------------------------------------------------- | --------------------- | --------------------- | --------------- | ------------ | --------------------------- |
| The Elephant Song                                    | 1975                  | -                     |                 |              | Nr. 1 in de Radio 2 Top 30  |
| Chanson d'amour                                      | 1975                  | -                     |                 |              | Nr. 19 in de Radio 2 Top 30 |

### NPO Radio 2 Top 2000
| Nummer met noteringen in de NPO Radio 2 Top 2000 | '99 | '00  | '01  | '02  | '03  | '04  | '05  | '06  | '07  | '08  | '09  | '10  | '11  | '12  | '13  | '14  | '15  |
| ------------------------------------------------ | --- | ---- | ---- | ---- | ---- | ---- | ---- | ---- | ---- | ---- | ---- | ---- | ---- | ---- | ---- | ---- | ---- |
| The Elephant Song                                | 775 | 1167 | 1189 | 1505 | 1245 | 1331 | 1322 | 1280 | 1571 | 1354 | 1719 | 1615 | 1620 | 1458 | 1561 | 1719 | 1645 |

1. ↑  Een vetgedrukt getal geeft de hoogste notering aan.
2. ↑  Deze tabel is bijgewerkt tot en met de laatste editie (2024).

- Gemeinsame Normdatei: 121251071
- International Standard Name Identifier: 0000 0001 0552 5605
- Library of Congress Control Number: no2006102549
- MusicBrainz: 70c166b4-eec9-4d45-8e37-34d2a6ceddf4
- Nationale bibliotheek van Australië: 36125117
- Trove: 615375
- Virtual International Authority File: 60829336
- WorldCat: E39PCjvX7hFDRTwQPRRRD9xcmq